# دات لیک ویلج (آلاسکا)
دات لیک ویلج (به انگلیسی: Dot Lake Village) شهرکی در ناحیه سرشماری ساوت‌ایست فیربنکس، آلاسکا ایالت آلاسکا است که جمعیت آن در سرشماری سال ۲۰۰۰ میلادی ۳۸ نفر بوده‌است.